# Паринов, Вячеслав Семёнович
Вячеслав Семёнович Паринов (род. 7 ноября 1948, Барановичи) — государственный деятель, член Совета Федерации, председатель Парламента Республики Северная Осетия — Алания.

## Биография
Родился 7 ноября 1948 года в городе Барановичи.
Трудовую деятельность начал в 1966 году в городе Моздок, пройдя путь от ученика слесаря до главного инженера, затем управляющего трестом «Моздокрайгаз».
В 1972 году окончил Криворожский горнорудный институт по специальности горный инженер. Служил в Советской армии. В 1974—1976 годах — участковый механик треста «Криворождорстрой», горный мастер в Анновском рудоуправлении возле Кривого Рога.
В 1977 году вернулся в Северную Осетию. С 1986 года трудится на ответственных партийно-советских должностях Моздокского района.

### Политическая карьера
В марте 1995 года избран депутатом Парламента РСО-А, в апреле — Председателем Парламента Республики Северная Осетия — Алания первого созыва. В 1999 году вновь был избран председателем парламента 2-го созыва. С 1996 года по 2000 год, возглавляя парламент, одновременно является членом Совета Федерации.